# Land de Thuringe
Pour le land allemand actuel, voir Thuringe. Pour les autres significations, voir Thuringe (homonymie).
1920–1952
Entités précédentes :
- État libre de Saxe-Weimar-Eisenach
- État libre de Saxe-Altenbourg
- État libre de Saxe-Gotha
- État libre de Saxe-Gotha
- État libre de  Schwarzbourg-Rudolstadt
- État libre de  Schwarzbourg-Sondershausen
- État populaire de Reuss

Entités suivantes :
- District d'Erfurt
- District de Gera
- District de Suhl

Le Land de Thuringe (en allemand : Land Thüringen) est un ancien Land (1920-1952) du Reich allemand, tant sous la république de Weimar (1920-1933) que sous le régime national-socialiste (1933-1945), puis de la zone d'occupation soviétique (1945-1949) et, enfin, de la République démocratique allemande (1949-1952).

## Création
Le Land de Thuringe fut créé par une loi fédérale du 30 mars 1920 (en allemand : Gesetz betreffend das Land Thüringen, vom 30. April 1920), entrée en vigueur le 1er mai suivant.

## Territoire

### Territoire initial
À sa création, le Land de Thuringe recouvrait les territoires des anciens « États de Thuringe » (en allemand : Thüringische Staaten), savoir :
- Les anciens « duchés ernestins » (en allemand : Ernestinische Herzogtümer) :
  - Le grand-duché de Saxe (en allemand : Großherzogtum Sachsen) ;
  - Le duché de Saxe-Altenbourg (en allemand : Herzogtum Sachsen-Altenburg) ;
  - Le duché de Saxe-Gotha (en allemand : Herzogtum Sachsen-Gotha) ;
  - Le duché de Saxe-Meiningen (en allemand : Herzogtum Sachsen-Meiningen) ;
- Les deux anciennes principautés de Reuss (en allemand : Reußische Fürstentümer) :
  - La principauté de Reuss branche aînée (en allemand : Fürstentum Reuß ältere Linie) ;
  - La principauté de Reuss branche cadette (en allemand : Fürstentum Reuß jüngere Linie) ;
- Les deux anciennes principautés de Schwarzbourg (en allemand : Schwarzburgische Fürstentümer) :
  - La principauté de Schwarzbourg-Rudolstadt (en allemand : Fürstentum Schwarzburg-Rudolstadt) ;
  - La principauté de Schwarzbourg-Sondershausen (en allemand : Fürstentum Schwarzburg-Sondershausen).

### Incorporation du district d'Erfurt
Le 1er avril 1944, Adolf Hitler prit une première ordonnance (en allemand : Erlaß über die Bildung der Provinzen Kurhessen und Nassau), qui supprima la province de Hesse-Nassau (en allemand : Provinz Hessen-Nassau) ; érigea le district de Cassel (en allemand : Regierungsbezirk Kassel) en province de Hesse électorale (en allemand : Provinz Kurhessen) ; érigea le district de Wiesbaden (en allemand : Regierungsbezirk Wiesbaden) en province de Nassau (en allemand : Provinz Nassau) ; et incorpora le cercle de Schmalkalden (en allemand : Landkreis Schmalkalden) au district d'Erfurt (en allemand : Regierungsbezirk Erfurt) de la province de Saxe (en allemand : Provinz Sachsen).
Mais il prit, le même jour, une seconde ordonnance, sur la partition de la province de Saxe (en allemand : Erlaß über die Aufgliederung der Provinz Sachsen, vom 1. April 1944), qui supprima la province de Saxe ; érigea le district de Magdebourg (en allemand : Regierungsbezirk Magdeburg) en province de Magdebourg (en allemand : Provinz Magdeburg) ; érigea le district de Mersebourg (en allemand : Regierungsbezirk Merseburg) en province de Halle-Mersebourg (en allemand : Provinz Halle-Merseburg) ; et incorpora le district d'Erfurt au Land de Thuringe.

## Subdivisions

### 1920-1922
| Cercle                                                                         | Chef-lieu            | Superficie (km²) 1910 | Population (hab.) 1910 | Communes 1910 | Densité (hab. / km²) 1910 |
| ------------------------------------------------------------------------------ | -------------------- | --------------------- | ---------------------- | ------------- | ------------------------- |
| État libre de Saxe-Weimar-Eisenach (Freie Volksstaat Sachsen-Weimar-Eisenach)  |                      |                       |                        |               |                           |
| Weimar1                                                                        | Weimar               | 972                   | 111 694                | 157           | 115                       |
| Apolda                                                                         | Apolda               | 796                   | 125 138                | 149           | 157                       |
| Eisenach                                                                       | Eisenach             | 571                   | 77 112                 | 70            | 135                       |
| Dermbach                                                                       | Dermbach             | 642                   | 42 459                 | 81            | 66                        |
| Neustadt                                                                       | Neustadt an der Orla | 629                   | 60 746                 | 166           | 97                        |
| État libre de Gotha (Freistaat Gotha)                                          |                      |                       |                        |               |                           |
| Residenzstadt Gotha3                                                           | Gotha                | 36                    | 39 553                 | 1             | 1 109                     |
| Stadtkreis Ohrdruf3                                                            | Ohrdruf              | 40                    | 6 504                  | 1             | 163                       |
| Stadtkreis Waltershausen3                                                      | Waltershausen        | 14                    | 7 536                  | 1             | 553                       |
| Gotha                                                                          | Gotha                | 502                   | 45 201                 | 63            | 90                        |
| Ohrdruf                                                                        | Ohrdruf              | 413                   | 44 964                 | 34            | 109                       |
| Waltershausen                                                                  | Waltershausen        | 410                   | 38 601                 | 57            | 94                        |
| État populaire de Saxe-Meiningen (Volksstaat Sachsen-Meiningen)                |                      |                       |                        |               |                           |
| Meiningen (de)                                                                 | Meiningen            | 736                   | 73 822                 | 124           | 100                       |
| Hildburghausen (de)                                                            | Hildburghausen       | 786                   | 61 495                 | 127           | 78                        |
| Sonneberg                                                                      | Sonneberg            | 347                   | 72 222                 | 78            | 208                       |
| Saalfeld (de)                                                                  | Saalfeld             | 599                   | 71 223                 | 143           | 119                       |
| État libre de Saxe-Altenbourg (Freistaat Sachsen-Altenburg)                    |                      |                       |                        |               |                           |
| Stadt Altenburg4                                                               | Altenburg            | 12                    | 39 976                 | 1             | 3 312                     |
| Altenburg                                                                      | Altenburg            | 360                   | 61 950                 | 169           | 172                       |
| Roda                                                                           | Roda                 | 666                   | 63 696                 | 158           | 96                        |
| Ronneburg4                                                                     | Ronneburg            | 285                   | 50 506                 | 110           | 177                       |
| État libre de Schwarzbourg-Rudolstadt (Freistaat Schwarzburg-Rudolstadt)       |                      |                       |                        |               |                           |
| Oberherrschaft                                                                 | Rudolstadt           | 734                   | 80 758                 | 147           | 128                       |
| Stadtkreis Rudolstadt5                                                         | Rudolstadt           | 70                    | 12 937                 | 1             | 185                       |
| Königsee                                                                       | Königsee             | 201                   | 34 308                 | 52            | 127                       |
| Rudolstadt                                                                     | Rudolstadt           | 463                   | 33 513                 | 94            | 100                       |
| Unterherrschaft                                                                | Frankenhausen        | 207                   | 19 944                 | 16            | 96                        |
| Frankenhausen                                                                  | Frankenhausen        | 207                   | 19 944                 | 16            | 96                        |
| État libre de Schwarzbourg-Sondershausen (Freistaat Schwarzburg-Sondershausen) |                      |                       |                        |               |                           |
| Seigneurie supérieure                                                          | Arnstadt             | 343                   | 48 537                 | 43            | 142                       |
| Arnstadt6                                                                      | Arnstadt             | 172                   | 28 628                 | 26            | 167                       |
| Gehren6                                                                        | Gehren               | 171                   | 19 909                 | 17            | 116                       |
| Seigneurie inférieure                                                          | Sondershausen        | 519                   | 41 380                 | 50            | 80                        |
| Ebeleben7                                                                      | Ebeleben             | 253                   | 14 512                 | 26            | 57                        |
| Sondershausen7                                                                 | Sondershausen        | 266                   | 26 868                 | 24            | 101                       |
| État populaire de Reuss (Volksstaat Reuß)                                      |                      |                       |                        |               |                           |
| Gera                                                                           | Gera                 | 283                   | 110 578                | 88            | 391                       |
| Schleiz8                                                                       | Schleiz              | 544                   | 42 174                 | 85            | 78                        |
| Greiz                                                                          | Greiz                | 316                   | 72 769                 | 75            | 230                       |

### 1922-1945
| Arrondissement               | Chef-lieu      | Population (hab.) 1925 | Population (hab.) 1939 | Communes 1939 |
| ---------------------------- | -------------- | ---------------------- | ---------------------- | ------------- |
| Altenbourg, ville            | Altenbourg     | 42 570                 | 44 338                 | 1             |
| Altenbourg (de)              | Altenbourg     | 95 547                 | 90 207                 | 174           |
| Apolda, ville                | Apolda         | 25 703                 | 27.936                 | 1             |
| Arnstadt, ville              | Arnstadt       | 21 693                 | 22 619                 | 1             |
| Arnstadt (de)                | Arnstadt       | 88 292                 | 91 741                 | 96            |
| Eisenach, ville              | Eisenach       | 43 385                 | 50 464                 | 1             |
| Eisenach (de)                | Eisenach       | 96 525                 | 106 875                | 157           |
| Gera, ville                  | Gera           | 81 402                 | 81 931                 | 1             |
| Gera (de)                    | Gera           | 88 345                 | 95 301                 | 213           |
| Gotha, ville                 | Gotha          | 45 780                 | 51 995                 | 1             |
| Gotha                        | Gotha          | 104 178                | 111 101                | 103           |
| Greiz, ville                 | Greiz          | 37 490                 | 38 933                 | 1             |
| Greiz (de)                   | Greiz          | 50 802                 | 52 399                 | 84            |
| Hildburghausen (de)          | Hildburghausen | 60 239                 | 61 424                 | 107           |
| Iéna, ville                  | Iéna           | 52 649                 | 68 377                 | 1             |
| Meiningen (de)               | Meiningen      | 84 750                 | 105 8621               | 94            |
| Rudolstadt (de)              | Rudolstadt     | 65 693                 | 70 023                 | 105           |
| Saalfeld (de)                | Saalfeld       | 73 664                 | 80.773                 | 116           |
| Schleiz (de)                 | Schleiz        | 48 482                 | 48 484                 | 97            |
| Sondershausen (de)           | Sondershausen  | 72 164                 | 71 918                 | 71            |
| Sonneberg                    | Sonneberg      | 79 896                 | 81 752                 | 60            |
| Stadtroda (de)2              | Stadtroda      | 86 8693                | 89 846                 | 239           |
| Weimar, ville                | Weimar         | 45 957                 | 61 731                 | 1             |
| Weimar (de)                  | Weimar         | 102 802                | 107 819                | 207           |
| Zella-Mehlis, ville          | Zella-Mehlis   | 14 423                 | 1                      | 1             |
| Land de Thuringe (1922-1944) | Weimar         | 1 609 300              | 1 743 624              | 1932          |